# Annie Bousquet

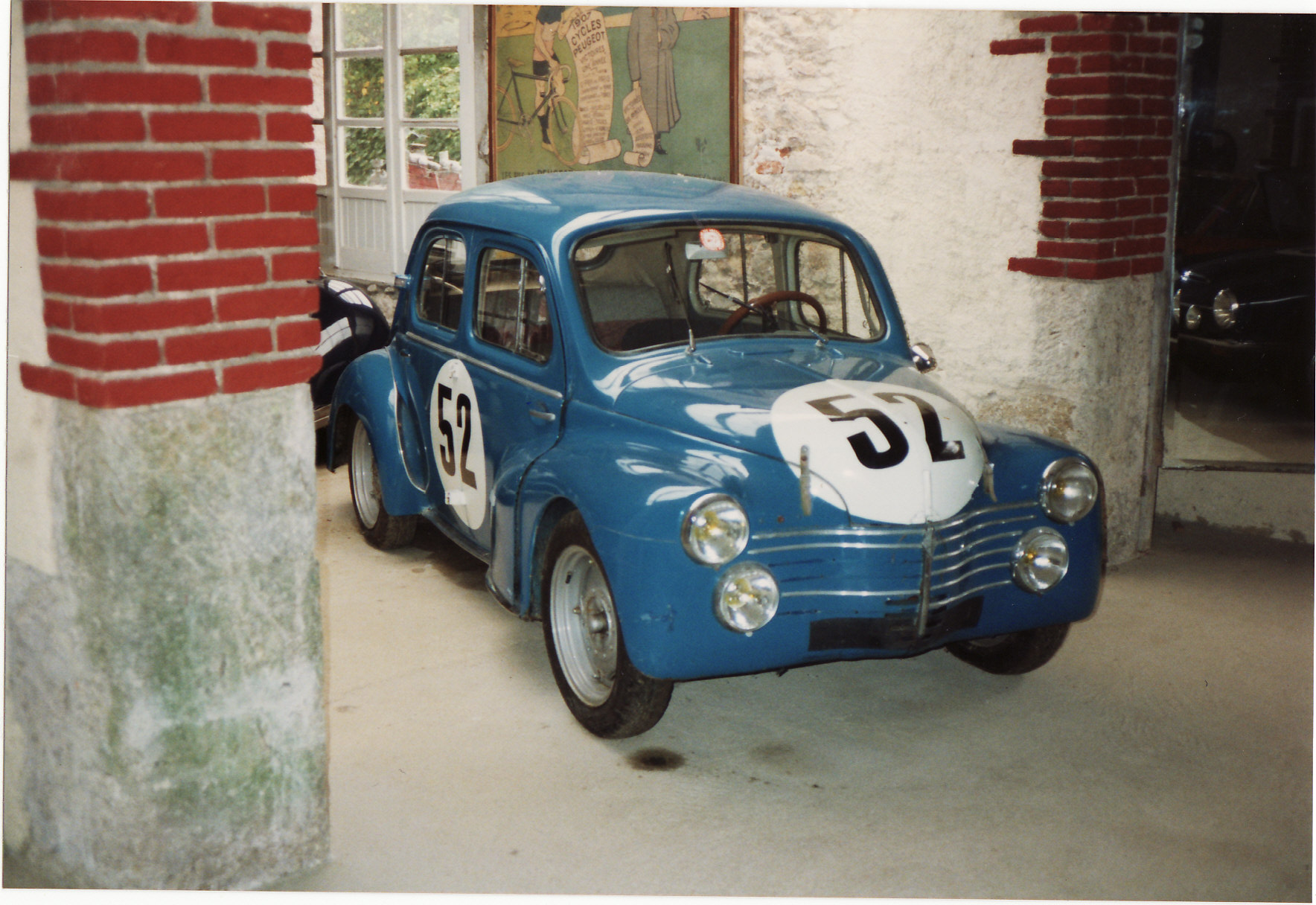
Auf einem Renault 4CV bestritt Annie Bousquet ihr erstes Autorennen

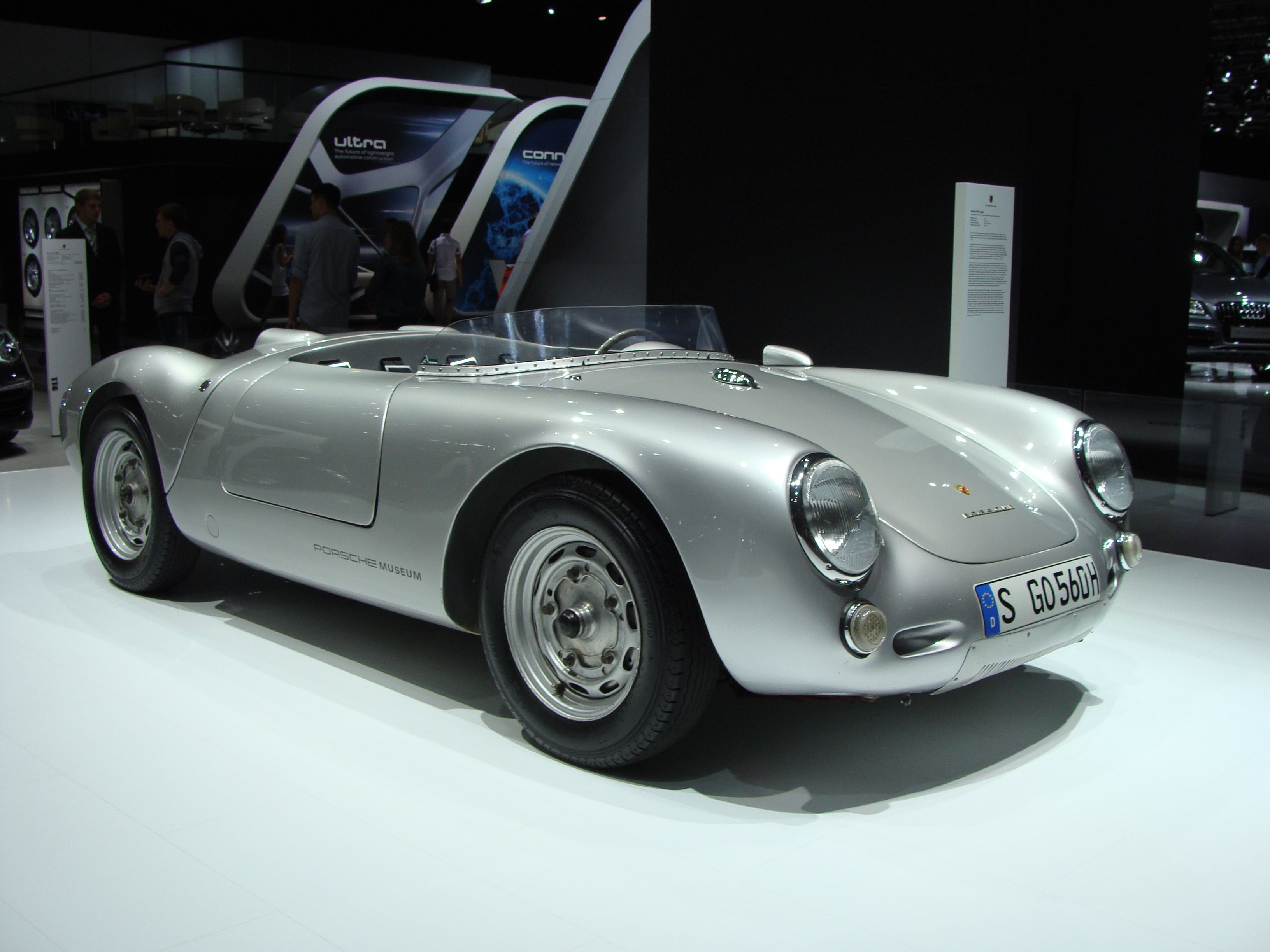
In einem Porsche 550 Spyder verunglückte Annie Bousquet 1956 tödlich

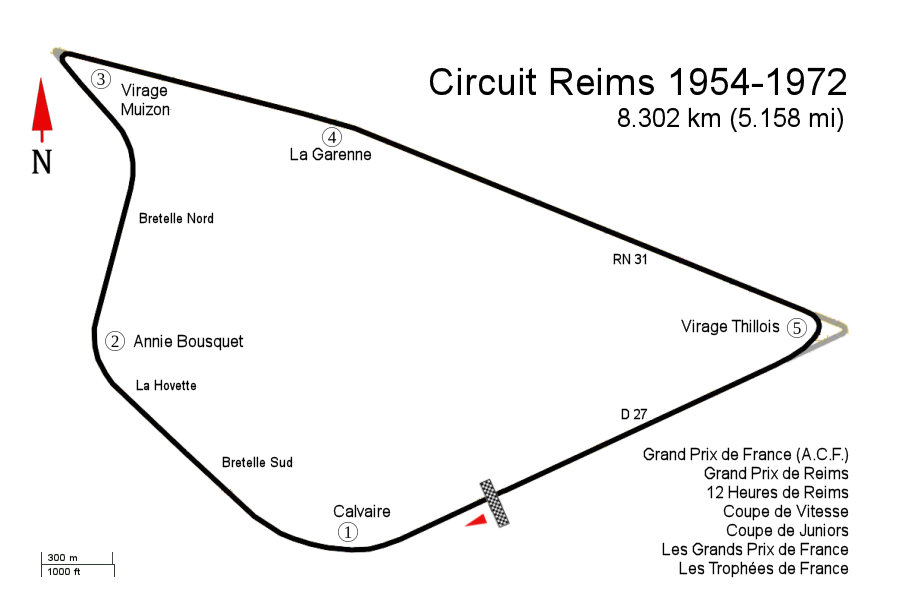
Annie-Bousquet-Kurve (2) am Circuit de Reims-Gueux

Anna „Annie“ Bousquet (* 13. April 1925 in Wien; † 30. Juni 1956 in Reims) war eine französische Autorennfahrerin österreichischer Herkunft.

## Privates
Annie Bousquet kam in Wien als Anna Schaffer zur Welt und war österreichische Staatsbürgerin. Während des Zweiten Weltkriegs lernte sie den französischen Soldaten Pierre Bousquet kennen, der als Kriegsgefangener und Zwangsarbeiter in ihrer Heimatstadt lebte. Das Paar heiratete nach dem Krieg und zog mit der gemeinsamen Tochter nach Paris. Pierre Bousquet entstammte einer wohlhabenden Familie, was seiner Frau ein behütetes Leben zwischen Reiten, Tennis und Skifahren ermöglichte.

## Karriere als Rennfahrerin
Die Fahrerkarriere von Annie Bousquet war die Folge eines Skiunfalls. Beim Urlaub in Sestriere im Februar 1952 hatten sich bei einer Abfahrt ihre Ski überkreuzt, sie kam zu Sturz und brach sich ein Bein. Einige Abende später saß sie mit eingegipstem Bein in der Lobby mit angrenzender Bar ihres Hotels und kam mit zwei Männern ins Gespräch, die sich intensiv über Autorennen unterhielten. Es waren die beiden Ferrari-Rennfahrer Alberto Ascari und Luigi Villoresi, die mit ihren Familien in Sestriere Winterurlaub machten. Die Erzählungen der beiden Fahrer begeisterten sie derart, dass sie – kaum wieder genesen – ebenfalls Rennfahrerin wurde.
Während ihrer kurzen Karriere war sie die populärste französische Rennfahrerin, bekannt weit über die Grenzen ihres neuen Heimatlandes hinaus. Im Rückblick hatte das nur bedingt mit ihren Erfolgen als Fahrerin zu tun. Die bekannten und erfolgreichen männlichen Fahrer der 1950er-Jahre waren in der Regel körperlich robuste Herren in den 40ern, die bereits in den 1930er-Jahren aktiv waren. Annie Bousquet war eine zarte attraktive Frau, die ohne Scheu in eine Männerdomäne einbrach. Bald zierte ihr Konterfei die Titelseiten der französischen Illustrierten. Zeitzeugen beschrieben sie als sehr aggressive Fahrerin, deren Enthusiasmus das Talent überstieg. Unter ihrer Fahrweise litten auch Freundschaften. Die enge Beziehung zur belgischen Rennkollegin Gilberte Thirion wurde durch einige harte Wettbewerbssituationen nachhaltig belastet.
Ihren ersten Renneinsatz hatte sie 1952 auf einem Renault 4CV bei der Coupe des Alpes, wo der Wagen mit einem Getriebeschaden liegen blieb. Obwohl Zielankünfte in ihrer Karriere die Ausnahme blieben, erreichte sie einige nennenswerte Ergebnisse. Gemeinsam mit Thirion fuhr sie auf einem Gordini T15S das 2-Stunden-Rennen von Dakar 1954, wo die beiden als Gesamtelfte das Ziel erreichten.  Ihr größter Erfolg war die Rekordfahrt auf dem Autodrome de Linas-Montlhéry im August 1955. Bousquet fuhr mit einem bei Wendler in Reutlingen mit einer Spezialkarosserie versehenen Porsche 550 eine Runde mit einer Durchschnittsgeschwindigkeit von 230,5 km/h. Der Versuch einen neuen Stundenrekord aufzustellen scheiterte an einem Reifenschaden bei 200 km/h in der Steilkurve. Beim Unfall brach sie sich erneut ein Bein. Auf derselben Strecke hatte sie im Mai 1955 ihr bestes Rennergebnis erreicht, als sie mit Josef Jeser als Partner Gesamtzweite beim Bol d’Or wurde.

## Tod in Reims
Ihr Schicksalsjahr war 1956. Erst verunglückte ihr Ehemann bei einem Autounfall auf einer vereisten Landstraße tödlich, dann starb sie selbst beim 12-Stunden-Rennen von Reims 1956. Da ihr Porsche 550 Spyder bei Porsche in Zuffenhausen zur Reparatur war, holte Annie Bousquet ihn dort ab und fuhr in der Nacht vor dem Rennen damit 500 Kilometer nach Reims. Teamkollegin beim 12-Stunden-Rennen war die US-Amerikanerin Isabelle Haskell, die spätere Ehefrau von Alejandro de Tomaso. Bousquet bestand trotz der anstrengenden Anreise darauf, vom Start weg den Porsche bis zum ersten Tankstopp zu fahren. In der 17. Runde kam sie mit dem Wagen in der La-Hovette-Kurve von der Strecke ab. Der Porsche rutschte von einer Straßenseite zur anderen und wurde an einer Barriere in zwei Teile gerissen. Bousquet lag 15 Meter neben dem Wrack auf dem Boden. Im Centre hospitalier universitaire de Reims konnte nur noch der Tod durch Genickbruch festgestellt werden. Als Gilberte Thirion vom Unfall erfuhr, beendete sie sofort das Rennen und wenige Monate später ihre Karriere. Annie Bousquet wurde unter großer Anteilnahme der Bevölkerung und vieler Fahrerkollegen neben ihrem Mann auf dem Friedhof des kleinen Ortes Marnes-la-Coquette bestattet. Wenige Wochen nach dem Unfall erhielt die Kurve am Circuit de Reims-Gueux ihren Namen.
Der Tod von Annie Bousquet hatte weitreichende Folgen für Frauen im französischen Motorsport. Bei vielen Rennen bekamen Frauen Startverbot. Beim 24-Stunden-Rennen von Le Mans hielt das Verbot bis 1970.

## Statistik

### Einzelergebnisse in der Sportwagen-Weltmeisterschaft
| Saison | Team             | Rennwagen             | 1   | 2   | 3   | 4   | 5   | 6   | 7   |
| ------ | ---------------- | --------------------- | --- | --- | --- | --- | --- | --- | --- |
| 1953   |                  | Renault 4CV Fiat 1100 | SEB | MIM | LEM | SPA | NÜR | RTT | CAP |
| 1953   |                  | Renault 4CV Fiat 1100 | 282 |     | DNF |     |     |     |     |
| 1954   | Thirion Bousquet | Gordini T15S          | BUA | SEB | MIM | LEM | RTT | CAP |     |
| 1954   | Thirion Bousquet | Gordini T15S          | 55  |     |     |     |     |     |     |
| 1956   |                  | Triumph TR2           | BUA | SEB | MIM | NÜR | KRI |     |     |
| 1956   |                  | Triumph TR2           | 95  |     |     |     |     |     |     |